# Софієнко Олексій Андрійович
Софі́єнко Олексі́й Андрі́йович (12.09.1952, с. Степанівка, Драбівського району, Черкаської області — 7.06.2011) — український поет, член Національної спілки письменників України, лауреат багатьох літературних премій.

## Життєпис
Народився 12 вересня 1952 року  у селянській родині в селі Степанівка Драбівського району, Черкаської області. Навчався у Степанівській восьмирічній школі. Проходив строкову військову службу у лавах Збройних Сил Радянського Союзу. У 1979 році закінчив факультет кібернетики Київського  Державного університету  імені Т. Г. Шевченка ( тепер- Київський національний університет ім. Тараса Шевченка). До кінця життя  проживав  у місті Канів, працював інженером, учителем математики.  Олексій Софієнко був делегатом позачергового ІV з'їзду НСПУ. Помер 7 червня 2011 року, похований у м. Канів. У 2016 році в с. Степанівка на батьківщині поета назвали вулицю його ім'ям, урочисто відкрили меморіальну дошку на приміщенні школи та започаткували Софієнківські читання.

## Творчість
Літературна творчість стала його захопленням з  молодих років. Публікувався в багатьох літературних альманахах і часописах - "Вітрила", "Дзвін", "Київ", "Березіль", "Літературна Україна", "Бористен", "Дивослово", "Донбас", "Холодний Яр", "Склянка часу", "Жінка", "Освіта" , антології "Самоцвіти", та ін.     З перших своїх  видань  зарекомендував себе, як самобутній та глибокий поет-експериментатор. У багатьох його поезіях виразно проявляються філософські, історіософські і навіть теософські  мотиви. Багатогранна стильова палітра поезій Олексія Софієнка містить у собі символістичні та неоромантичні  барви, риси сюрреалізму та експресіонізму. Поет гарно опанував досконалість класичного  віршування , але одночасно часто вдавався  до написання вільних віршованих форм, верлібрів. Творчість Олексія Софієнка надзвичайно україноцентрична та гуманістична. Зображення України, поняття національного в ній  є наскрізним мотивом його поезії із виразним акцентом на "больові точки" існування українського народу. 
Найяскравіша риса поезії Софієнка - формальне експериментаторство, присутнє в більшості його збірок (особливо трьох останніх)
Поет не лише відродив унікальні поетичні форми, такі як "мурабба", "пантун", "Мухтамілат", але й оригінально ускладнив їх. У багатій добірці "формальної", "зорової" поезії  є паліндроми, нестулиусти, тавтограми, хокку, акровірші, вірші-писанки, вірші - свічі, вірші - дерева і т.п. Але дуже важливо зазначити, що у більшості таких "курйозних" віршів Олексій Софієнко все ж прагнув дотриматися гармонії змісту і форми. 

### Збірки поезій
- «Материк світла»(1993)
- «Задзеркалля»(1993)
- «Голодне коріння»(1994)
- «Terra inkognita»(1996)
- «Воскресіння»(2008)
- «Співуча кров»(2013)

## Відзнаки
- 1989 рік — Лауреат обласного конкурсу, присвяченого 175-річчю від дня народження Т. Г. Шевченка[7];
- 1991 рік — переможець республіканського літературного конкурсу журналу «Донбас»[7];
- 1992 рік — лауреат Міжнародного літературного конкурсу «Гранослов — 92» за збірку поезій "Голодне коріння"[8] ;
- 1993 рік — лауреат літературної премії імені Михайла Масла[9];
- 2000 рік — лауреат премії фонду Лариси та Уляни Целевич — Стецюк (США) за збірку поезій «Воскресіння»[7].
- 2008 рік — за збірку «Воскресіння»  літературна премії «Благовіст»[7].

Лауреат міжнародної премії імені Богдана Нестора  Лепкого (її засновники — літературно-мистецький часопис українців Європи «Зерна», видавництво «Зерна», «Українське видавництво», Баварська організація НСПУ, Просвітянське товариство імені Богдана-Нестора Лепкого)[джерело?].